# キャンパスボーイ
キャンパスボーイは、かつて結成されていた日本のお笑いコンビ。所属事務所は吉本興業（よしもとクリエイティブ・エージェンシー）。

## メンバー
- 清水啓史 （しみずひろふみ、1988年4月18日 - ）
ツッコミ担当、大阪府門真市出身。身長165cm、体重50kg、血液型はO型。
- 西浦直之 （にしうらなおゆき、1987年1月14日 - ）
ボケ担当、徳島県徳島市出身。身長167cm、体重61kg、血液型はO型。

## 概説
- 2011年から「あなたの街に住みますプロジェクト」で「地元に住みます芸人」として、徳島県で暮らしている。
- 徳島県観光協会認定 観光PR大使の時期あり。
- プロジェクト立ち上げ時は香川県、愛媛県での活動も多かった。
- M-1グランプリ予選3回戦までいけなかったらコンビを解散するとラジオ大福で発表。2018年3月31日をもって解散[1]。
- 清水は2018年11月に、元「まるチャンかめチャン」（香川県丸亀市の住みます芸人を担当していた）の河村龍とのコンビ「クラシコ」を結成して大阪を拠点に活動。2019年4月29日から「箕面温泉住みます芸人」となる[2]。
- 西浦はピン芸人「ええでないか西浦」として徳島県住みます芸人を継続[3]していたが（同期・同郷の中山女子短期大学とともに担当していた）、2019年3月にフリー芸人として東京を拠点に活動。

## 出演

### テレビ番組
- ゴジカル!（四国放送）　:毎週月曜放送のコーナー「キャンパる キャンパる」を担当。
- キャンパる!TV（四国放送）
- なると新喜劇（テレビ鳴門）

### ラジオ番組
- FRIDAY ONLINE-FIVE COLORS RADIO-（FM徳島）　2012年4月よりレギュラー出演開始。
- ラジオ大福（四国放送）  2019年3月で終了。